# Pracovní skupina Alpy-Jadran

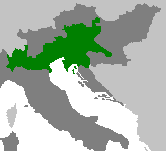

Pracovní skupina Alpy-Jadran (německy Arbeitsgemeinschaft Alpen-Adria, italsky Comunità di lavoro Alpe Adria, chorvatsky Radna zajednica Alpe-Jadran, slovinsky Delovna skupnost Alpe-Jadran, maďarsky Alpok–Adria Munkaközösség) je společenství regionů různých evropských zemí (členy jsou Baranya, Vas, Burgenland, Benátsko, Korutansko, Dolní Rakousy, Štýrsko, Lombardie, Furlansko-Julské Benátsko, celé Chorvatsko a celé Slovinsko). Jeho cílem je podporovat přátelské vztahy mezi jednotlivými členy a vzájemnou integraci. Skupina se soustředí hlavně na kulturní, ekologická a turistické témata  Slavnostně bylo založeno 20. listopadu 1978 v Benátkách a v jeho čele se jednotliví členové vždy střídají.
Zakladateli sdružení byly jugoslávské, italské, německé a rakouské regiony. Pro Chorvatsko a Slovinsko se jednalo o jakési "okno do Evropy"; spolupráce se západními zeměmi nebyla těmto dvěma svazovým republikám znemožněna a myšlenka integrace a spolupráce oblastí na severním pobřeží Jaderského moře se stala jakousi ideovou alternativou k příliš "balkánské" Jugoslávii. Po pádu východního bloku a konci komunismu v Evropě se do řady aktivit zapojily i regiony z Maďarska (župy Baranya a Vas).
Sdružení organizuje Hry mládeže.